# Saif Ali Khan

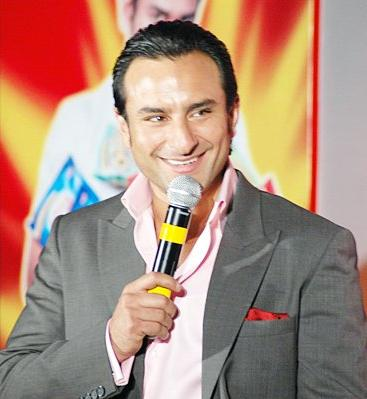
Saif Ali Khan

Saif Ali Khan (ur. 16 sierpnia 1970 roku w New Delhi) – bollywoodzki aktor filmowy.

## Życiorys
Ojciec Saifa, Mansoor Ali Khan Pataudi był zarówno panującym w książęcym stanie Paudati w Indiach, jak i kapitanem indyjskiej drużyny krykieta. Matka, Sharmila Tagore jest aktorką filmową, głową indyjskiej rady cenzury i daleką krewną (nie jak się sądzi bezpośrednią potomkinią) laureata Nobla Rabindranatha Tagore. Był również spokrewniony z nieżyjącą już modelką Nafisą Joseph. Jego siostrą jest aktorka, Soha Ali Khan. Z wyznania muzułmanin.
Saif ukończył Winchester College w Anglii. W październiku 1991 ożenił się z aktorką Amritą Singh, od 2004 roku pozostają w separacji. Mają dwoje dzieci: córkę Sarę i syna Ibrahima (aktor dziecięcy). 
Saif spotkał się z ostrą krytyką z powodu rozstania z żoną, nawet ze strony swej matki. Rzekomo zamroził ich wspólne konta bankowe, gdy pojechał w trasę („Temptations 2004”).
16 października 2012 zawarł związek małżeński z aktorką Kareeną Kapoor, z którą spotykał się od 2007 roku. Para ma syna Taimura.

## Kariera filmowa
Saif rozpoczął karierę w 1993 roku. Jego najważniejszą rolą był prawdopodobnie udział w Yeh Dillagi, Hamesha, gdzie partnerowała mu Kajol (1994, 1998). Jego kariera jednak nie rozwijała się i przechodziła kryzys, aż do roku 2001. Wtedy to Farhan Akhtar obsadził go w swym przeboju Rób swoje!. Sukces filmu uczynił z Saifa jedną z najbardziej kasowych gwiazd przemysłu. Jego kolejne pamiętne role to: przyjaciel głównej bohaterki z Gdyby jutra nie było (Gdyby jutra nie było), manipulacyjny gangster z Kochaj albo giń i niefrasobliwy karykaturzysta w Zakochanych. Jego występ w Zakochanych przyniósł mu nagrodę National Film Award for Best Actor. Następstwem tych komercyjnych sukcesów były docenione przez krytyków występy w filmach Poślubiona i Trudna droga do miłości – zarówno w Indiach jak i za granicą. W 2006 zagrał w angielskojęzycznym Being Cyrus i zdobył ogromne uznanie za rolę czarnego charakteru w indyjskiej filmowej adaptacji Otella – Omkarze.
Saif był częścią zespołu, w którego skład wchodzili Shahrukh Khan, Rani Mukerji, Preity Zinta, Arjun Rampal i Priyanka Chopra. Występowali oni na światowym tournée „Temptations 2004”, które było ogromnym sukcesem.

## Filmografia
| Rok  | Film                             | Rola                                  | Uwagi |
| ---- | -------------------------------- | ------------------------------------- | --- |
| 2017 | Rangoon                          | Rustom „Rusi” Billimoria              | |
| 2015 | Phantom                          | Daniyal Khan                          | |
| 2015 | Dolly Ki Doli                    | Prince Kunwar Aditya Singh            | Rola drugoplanowa                                                                                            |
| 2014 | Happy Ending                     | Yudi Jaitely / Yogi                   | |
| 2014 | Sobowtóry                        | Ashok Singhania                       | |
| 2013 | Wystrzałowy Raja                 | Raja Mishra                           | |
| 2013 | Go Goa Gone                      | Boris                                 | Komedia o zombie                                                                                             |
| 2013 | Wyścig 2                         | Ranvir Singh                          | |
| 2012 | Coctail                          | Gautam „Gutlu” Kapoor                 | |
| 2012 | Agent Vinod                      | Agent Vinod                           | |
| 2009 | Kurbaan                          | Ehsaan Khan / Khalid                  | |
| 2009 | Dzisiejsza miłość                | Jai Vardhan Singh                     | |
| 2008 | Zabójczy styl                    | Jeetendra (Jimmy Cliff) Kumar Makwana | |
| 2008 | Odrobina miłości, odrobina magii | Ranbeer Talwar                        | |
| 2008 | Wyścig                           | Ranvir Singh                          | |
| 2007 | Om Shanti Om                     | On sam                                | Występ gościnny w piosence „Deewangi Deewangi”                                                               |
| 2007 | Tara Rum Pum                     | Rajveer (R.V) Singh                   | Polski tytuł – Rodzinka, której nie da się zatrzymać                                                         |
| 2006 | Eklavya: The Royal Guard         | Harshwardhan                          | |
| 2006 | Omkara                           | Langda Tyagi                          | Indyjska wersja Otella Nagroda Filmfare za Najlepszą Rolę Negatywną Nagroda IIFA za Najlepszą Rolę Negatywną |
| 2006 | Being Cyrus                      | Cyrus Mistry                          | |
| 2005 | Trudna droga do miłości          | Nikhil „Nick” Arora                   | |
| 2005 | Poślubiona                       | Shekhar Rai                           | Nagrody Filmfare dla Najlepszego Aktora                                                                      |
| 2004 | Zakochani                        | Karan Kapoor                          | Nagroda Filmfare dla Najlepszego Aktora Komediowego Nominowany do Nagrody Filmfare dla Najlepszego Aktora    |
| 2004 | Kochaj albo giń                  | Karan Singh Rathod                    | |
| 2003 | LOC Kargil                       | Capt. Anuj Nayyar                     | |
| 2003 | Gdyby jutra nie było             | Rohit Patel                           | Nagroda Filmfare dla Najlepszego Aktora Drugoplanowego                                                       |
| 2003 | Darna Mana Hai                   | Anil Manchandani                      | |
| 2002 | Na Tum Jaano Na Hum              | Akshay                                | |
| 2001 | Rehna Hai Tere Dil Mein          | Rajiv „Sam” Shyamrao                  | |
| 2001 | Rób swoje!                       | Sameer                                | Nagroda Filmfare dla Najlepszego Aktora Komediowego                                                          |
| 2001 | Dla miłości zrobię wszystko      | Rahul Kapoor                          | |
| 2000 | Kya Kehna                        | Rahul Modi                            | |
| 1999 | Biwi No.1                        | Deepak                                | Występ gościnny                                                                                              |
| 1999 | Aarzoo                           | Amar                                  | Polski tytuł – Pragnienie                                                                                    |
| 1999 | Wszyscy razem                    | Vinod                                 | |
| 1999 | Zranione serca                   | Dhananjay Pandit 'Jai'                | |
| 1999 | Yeh Hai Mumbai Meri Jaan         | Raju Tarachand                        | |
| 1998 | Humse Badhkar Kaun               | Sunny                                 | |
| 1998 | Keemat                           | Ajay                                  | |
| 1997 | Udaan                            | Raja                                  | |
| 1997 | Hamesha                          | Raja/Raju                             | Polski tytuł – Wieczność                                                                                     |
| 1996 | Tu Chor Main Sipahi              | Raja/King                             | |
| 1996 | Bambai Ka Babu                   | Vikram (Vicky)                        | |
| 1996 | Dil Tera Diwana                  | Ravi Kumar                            | |
| 1996 | Ek Tha Raja                      | Sunny                                 | |
| 1995 | Imtihaan                         | Vicky                                 | |
| 1995 | Surakshaa                        | Amar/Prince Vijay                     | |
| 1994 | Aao Pyaar Karen                  | Raja                                  | |
| 1994 | Yaar Gaddar                      | Jai Verma                             | |
| 1994 | Main Khiladi Tu Anari            | Deepak Kumar                          | |
| 1994 | Yeh Dillagi                      | Vikram 'Vicky' Saigal                 | Polski tytuł – Walka o miłość                                                                                |
| 1993 | Aashiq Awara                     | Jimmy/Rakesh Rajpal                   | Nagroda Filmfare za Najlepszy Debiut                                                                         |
| 1993 | Pehchaan                         |                                       | |
| 1993 | Parampara                        | Pratap Singh                          | Polski tytuł – Tradycja                                                                                      |

## Nagrody
- 1993, Nagroda Filmfare za Najlepszy Debiut, Aashiq Awara.
- 2001, Nagroda Filmfare dla Najlepszego Aktora Komediowego, Rób swoje!.
- 2001, Nagroda Zee Cine dla Najlepszego Aktora Drugoplanowego, Rób swoje!.
- 2001, Nagroda Sansui dla Najlepszego Aktora Komediowego, Rób swoje!.
- 2001, Nagroda IIFA dla Najlepszego Aktora Drugoplanowego, Rób swoje!
- 2003, Nagroda Filmfare dla Najlepszego Aktora Drugoplanowego, Gdyby jutra nie było.
- 2003, Motorola „Moto Look of the Year”, Gdyby jutra nie było
- 2003, Nagroda IIFA dla Najlepszego Aktora Drugoplanowego, Gdyby jutra nie było.
- 2003, Nagroda Sansui dla Najlepszego Aktora Drugoplanowego, Gdyby jutra nie było.
- 2003, Nagroda Star Screen dla Najlepszego Aktora Drugoplanowego, Gdyby jutra nie było.
- 2003, Nagroda Zee Cine dla Najlepszego Aktora Drugoplanowego, Gdyby jutra nie było.
- 2004, Nagroda Filmfare dla Najlepszego Aktora Komediowego, Zakochani.
- 2004, Sports World „Jodi of the Year” (Saif Ali Khan i Rani Mukerji) za Zakochanych.
- 2005, Narodowa Nagroda Filmowa dla najlepszego aktora za Zakochanych.